# Piteå IF
Piteå Idrottsförening, bedre kendt som Piteå IF, er en svensk fodboldklub baseret i Piteå, som spiller i Sveriges topliga, Damallsvenskan.
I 2018 vand de de svenske mesterskab for første gang.

## Historie
Sportsklubben blev etableret den 24. maj 1918, men det var først to år senere, i 1920, at de startede med fodbold for mænd, da de fusionerede med den lokale rivaliserende klub, IFK Piteå. Kvindernes hold blev etableret i 1985. Piteå IF's kvindeafdeling spiller pr. 2017 i den højeste liga i Sverige, Damallsvenskan. Holdet rykkede for første gang op i Damallsvenskan i 2009.
Klubben har en af Norrbottens største ungdoms fodboldakademier, og er en af to klubber, der arrangerer den store internationale ungdomsfodboldturnering, Piteå Summer Games.